# Parapalta circumfumata
Parapalta circumfumata là một loài bướm đêm trong họ Geometridae.